# ミハエル・コレル
ミハエル・コレル（Michael Korrel、1994年2月27日 - ）は、オランダ出身の柔道選手。階級は100kg級。

## 経歴
2011年の世界ジュニア90kg級で5位になると、2012年と2013年のヨーロッパジュニアでは2位だった。2014年のU23ヨーロッパ選手権でも2位となった。2015年には階級を100kg級に上げると、グランドスラム・パリで3位に入った。2016年のヨーロッパ選手権でも3位になったが、国内のこの階級には世界ランキングでより上位に位置していたヘンク・フロルがいたために、リオデジャネイロオリンピック代表には選出されなかった。2017年にはグランドスラム・バクーで優勝するなどして世界ランキング1位になるが、 世界選手権では準決勝でウルフ・アロンに技ありで敗れるなどして5位に終わった。グランドスラム・東京と世界ランキング上位選手が集まるワールドマスターズでもそれぞれ2位にとどまったものの、2017年の年間ランキング1位となり、ボーナスの5万ドルを獲得した。2019年の世界選手権では準々決勝でアゼルバイジャンのエルマール・ガシモフに敗れるが、その後の3位決定戦で世界チャンピオンである韓国のチョ・グハムを技ありで破って3位になった。ワールドマスターズでは決勝でウルフを背負投の技ありで破って優勝した。2021年の世界選手権では5位だった。7月に日本武道館で開催された東京オリンピックでは初戦で敗れた。2022年のヨーロッパ選手権では優勝した。世界選手権では3位になった。2024年のパリオリンピックでは7位だった。2025年5月には同僚のフランク・デ・ウィット、ノエル・ファントエンドとともに、定められた期限までに居場所情報を3度提出しなかったドーピング違反により、IJFの世界ランキングが除外された。なお、この3名はオランダのドーピング機関と覚書を交わしたことにより、今後数か月以内に現場に復帰できることになった。
IJF世界ランキングは5148ポイント獲得で1位(25/5/18現在)。

## 主な戦績
90kg級での戦績
- 2011年 - 世界ジュニア　5位
- 2012年 - ヨーロッパジュニア　2位
- 2013年 - ヨーロッパジュニア　2位
- 2014年 - U23ヨーロッパ選手権　2位

100kg級での戦績
- 2015年 - ヨーロッパオープン・ソフィア　優勝
- 2015年 - グランプリ・ザグレブ　2位
- 2015年 - ヨーロッパオープン・グラスゴー　優勝
- 2015年 - グランドスラム・パリ　3位
- 2016年 - ヨーロッパ選手権　3位
- 2016年 - グランプリ・ブダペスト　優勝
- 2016年 - グランプリ・ザグレブ　2位
- 2017年 - グランプリ・デュッセルドルフ　3位
- 2017年 - グランドスラム・バクー　優勝
- 2017年 - ヨーロッパ選手権　5位
- 2017年 - 世界選手権　5位
- 2017年 - グランプリ・ハーグ　3位
- 2017年 - グランドスラム・東京　2位
- 2017年 -　ワールドマスターズ　2位
- 2018年 -　グランドスラム・パリ　優勝
- 2018年 -　グランプリ・ハーグ　3位
- 2019年 - グランプリ・トビリシ　3位
- 2019年 - グランドスラム・バクー　優勝
- 2019年 - 世界選手権　3位
- 2019年 -　ワールドマスターズ　優勝
- 2020年 -　グランドスラム・パリ　3位
- 2021年 -　グランドスラム・テルアビブ 優勝
- 2021年 -　世界選手権　5位
- 2021年 -　グランドスラム・アブダビ 3位
- 2022年 -　グランドスラム・テルアビブ　2位
- 2022年 -　ヨーロッパ選手権　優勝
- 2022年 -　グランドスラム・ウランバートル　3位
- 2022年 -　グランプリ・ザグレブ 優勝
- 2022年 -　世界選手権　3位
- 2023年 -　グランドスラム・パリ　優勝
- 2023年 -　グランドスラム・テルアビブ　2位
- 2023年 -　世界団体　3位
- 2023年 -　ヨーロッパ競技大会　団体戦　3位
- 2023年 -　グランドスラム・東京　3位
- 2024年 -　グランドスラム・バクー　3位
- 2024年 -　ヨーロッパ選手権　3位
- 2024年 - パリオリンピック　7位
- 2024年 - グランドスラム・アブダビ　優勝

(出典、JudoInside.com)